# Demian
Demian: Zgodba o mladosti Emila Sinclairja je razvojni roman (nemško Bildungsroman) Hermanna Hesseja. Prvič je bil objavljen leta 1919, predgovor pa je bil dodan leta 1960. Demian je bil prvotno objavljen pod psevdonimom Emil Sinclair. Tako je tudi ime pripovedovalcu zgodbe, kasneje pa se je pokazalo, da je pravi avtor Hesse. Roman je bil napisan v samo treh tednih.